# Терлівка
Терлі́вка — село в Україні, в Летичівській селищній громаді Хмельницького району Хмельницької області. Населення становить 363 осіб.

## Історія
Значиться ще на Атласі Речі Посполитої XVI-XVII століть на землі Руські.
7 (20) листопада 1917 року, відповідно до Третього Універсалу Української Центральної Ради, увійшло до складу Української Народної Республіки.
12 червня 2020 року, відповідно до розпорядження Кабінету Міністрів України № 727-р «Про визначення адміністративних центрів та затвердження територій територіальних громад Хмельницької області», увійшло до складу Летичівської селищної територіальної громади.
19 липня 2020 року, в результаті адміністративно-територіальної реформи та ліквідації Летичівського району, село увійшло до складу новоутвореного Хмельницького району.

## Цікаві факти
На території села розташовано залишки ракетної пускової шахти радянського ядерного щита. Відео.